# Feel It Boy
A Feel It Boy Beenie Man jamaicai rapper és Janet Jackson amerikai énekesnő kislemeze. Beenie Man Tropical Storm című albumán jelent meg.

## Fogadtatása
A dal a legtöbb országban a Top 20-ba vagy a Top 30-ba került a slágerlistán. Az USA-ban 12 hetet töltött a Billboard Hot 100-on, a 28. helyig jutott.

## Videóklip és remixek
A videóklipet Dave Meyers rendezte, Janet és Beenie Man a tengerparton láthatóak benne.

## Változatok
CD maxi kislemez (Ausztrália)
1. Feel It Boy (Radio Edit) (3:22)
2. Bossman (Edit) (4:05)
3. Feel It Boy (Instrumental) (3:36)
4. Bossman (Instrumental) (3:59)

CD maxi kislemez (Japán)
1. Feel It Boy (Radio Edit) (3:22)
2. Feel It Boy (Deep Dish Dancehall Remix) (12:14)
3. Feel It Boy (Just Blaze Remix – Extended) (5:26)
4. Feel It Boy (Joint Custody Remix – Extended) (5:59)
5. Feel It Boy (Instrumental) (3:36)

CD maxi kislemez (USA)
1. Feel It Boy (Radio Edit) (3:24)
2. Feel It Boy (Album Version) (3:27)
3. Feel It Boy (Instrumental) (3:37)
4. Call Out Hook feat. Janet (0:15)
5. Call Out Hook feat. Beenie (0:09)

## Helyezések
| Slágerlista (2002)              | Legmagasabb helyezés |
| ------------------------------- | -------------------- |
| USA Billboard Hot 100           | 28                   |
| USA Billboard Hot Rap Tracks    | 14                   |
| USA Billboard Rhythmic Top 40   | 13                   |
| USA Billboard Mainstream Top 40 | 25                   |
| USA Billboard Top 40 Tracks     | 25                   |
| USA ARC Weekly Top 40           | 16                   |
| Ausztrál ARIA Top 50            | 18                   |
| Brit kislemezlista              | 9                    |
| Dán kislemezlista               | 11                   |
| Dél-afrikai eladási lista       | 1                    |
| EuroChart Hot 100 Singles       | 28                   |
| Japán eladási lista             | 6                    |
| Kanadai kislemezlista           | 15                   |
| Német kislemezlista             | 72                   |
| Svájci kislemezlista            | 40                   |